# Sericosema simularia
Sericosema simularia là một loài bướm đêm trong họ Geometridae.